# Liste des sites mégalithiques dans la région de Murcie
Cette liste non exhaustive recense les principaux sites mégalithiques en région de Murcie, en Espagne.

## Cartographie
Localisation des principaux sites mégalithiques en Murcie
| : Complexes mégalithiques : Alignements, henges, cromlechs : Dolmens, menhirs, tumulus, cairns |

## Liste
| Site                          | Type   | Commune   | Notes                      | Coordonnées                 | Image |
| ----------------------------- | ------ | --------- | -------------------------- | --------------------------- | ----- |
| Dolmen de Bagil               | Dolmen | Moratalla |                            | 38° 14′ 15″ N, 2° 04′ 23″ O |       |
| Dolmen de la Cabezo del Coro  | Dolmen | Lorca     |                            |                             |       |
| Menhir de la Cañada del burro | Menhir | Lorca     |                            |                             |       |
| Dolmen de Colmenarico         | Dolmen | Lorca     |                            |                             |       |
| Dolmen del Llano del Conde    | Dolmen | Lorca     |                            |                             |       |
| Dolmen de Tébar               | Dolmen | Lorca     |                            |                             |       |
| Menhir de Serrata             | Menhir | Lorca     | autre nom Menhir La Tercia | 37° 41′ 45″ N, 1° 41′ 19″ O |       |